# Peter Bogdanovich
Peter Bogdanovich (Kingston, Nova York, 30 de juliol de 1939 - Los Angeles, 6 de gener de 2022) fou un director de cinema estatunidenc.

## Primers anys
Bogdanovich era fill d'immigrants que van fugir dels nazis: el seu pare era un pintor i pianista serbi i la seva mare descendia d'una rica família jueva austríaca. Va ser concebut a Europa però va néixer als Estats Units el 1939. Originalment actor en els anys cinquanta, va estudiar el mètode amb la llegendària professora Stella Adler i solia aparèixer en televisió i obres de teatre estiuenques. A principis dels anys seixanta, va adquirir notorietat en programar diverses pel·lícules en el museu MOMA de Nova York. Cinèfil obsessiu, arribant a veure 400 pel·lícules a l'any en la seva joventut, Bogdanovich mostrava principalment obres de directors nord-americans com John Ford —de qui escriuria un llibre després de les retrospectives del museu— i del llavors menystingut Howard Hawks.
Bogdanovich també va atreure atracció cap a oblidats pioners del cinema nord-americà com ara Allan Dwan. Estava influenciat pels crítics francesos dels anys cinquanta de Cahiers du Cinéma, especialment pel crític convertit en director François Truffaut. Abans de convertir-se ell mateix en director, va llaurar la seva reputació com a crític en articles a la revista Esquire. El 1968, seguint l'exemple dels crítics de Cahiers du Cinéma Truffaut, Godard, Chabrol i Eric Rohmer, qui havien creat la Nouvelle Vague en les seves pròpies pel·lícules, Bogdanovich es va fer director. Juntament amb la seva esposa, es va traslladar a Los Angeles, on, gràcies a la seva persistència rondant als publicistes, aconseguia invitacions per a festes i estrenes.
En una sessió, Bogdanovich estava veient una pel·lícula mentre Roger Corman estava assegut darrere d'ell. Corman va esmentar que li va agradar un dels seus articles de cinema en Esquire i van establir conversa i li va proposar un treball de director a Bogdanovich, que va acceptar de seguida. Van treballar en l'aclamada Targets (L'heroi camina solt) i en Les dones prehistòriques. Temps després Bogdanovich es referiria a Corman i la seva companyia com la millor escola de cinema possible, quan va fer la seva primera pel·lícula en tres setmanes. De tornada al periodisme, Bogdanovich va entaular una llarga amistat per a tota la vida amb el llegendari Orson Welles quan el va entrevistar en el set de l'adaptació per Mike Nichols de Catch-22 de Joseph Heller.
Així doncs, Bogdanovich amb els seus escrits va tenir un gran paper en divulgar a Welles i la seva obra, principalment en el llibre This is Orson Welles (1992). Va produir també valuosos llibres sobre cinema, especialment Converses amb directors de llegenda, un imprescindible tom que situa a Bogdanovich al costat de Kevin Brownlow com el principal cronista de cinema en llengua anglesa. Bogdanovich freqüentment realitzà introduccions de pel·lícules en la famosa col·lecció de DVDs de Criterion.

## Director estrella
En 1971, Bogdanovich, de 32 anys, va ser aclamat per la crítica com un "wellesià" nen prodigi quan es va estrenar el seu film més cèlebre: L'última projecció (The last picture show). Va rebre vuit candidatures als Oscar, entre elles la de millor director. Cloris Leachman i el veterà actor de les pel·lícules de John Ford, Ben Johnson van obtenir els premis al millor actor de repartiment. Bogdanovich, que havia comptat amb la model Cybill Shepherd per a un paper protagonista, es va enamorar de la jove bellesa, assumpte que va conduir al seu divorci de la dissenyadora de decorats Polly Platt, la seva col·laboradora artística durant molts anys i mare dels seus dos fills.
A L'última projecció li va seguir el gran èxit Què em passa, doctor? (What's Up, Doc?, 1972), una eixelebrada comèdia deutora de Quina fera de nena! (Bringing Up Baby, 1937) i Lluna nova (His Girl Friday, 1941) de Hawks, amb Barbara Streisand i Ryan O'Neal. A pesar del seu èmfasi a fer homenatges al cinema clàssic, Bogdanovich es va llaurar la seva categoria de director estrella al costat d'uns altres com Coppola o William Friedkin, amb qui va formar "The Directors Company", un generós acord de producció amb Paramount Pictures que bàsicament donava als directors carta blanca mentre se cenyissin al pressupost. Sota aquesta entitat es va produir el següent èxit de Bogdanovich, l'aclamada Lluna de paper (Paper Moon, 1973), una comèdia de temps de la Depressió amb Ryan O'Neal, que va aconseguir que la filla de deu anys d'aquest, Tatum O'Neal guanyés l'Oscar d'actriu secundària. Aquesta fita marcaria el punt àlgid de la carrera de Bogdanovich.
Forçat a compartir els beneficis amb els seus col·legues directors, Bogdanovich va quedar insatisfet amb el tracte. D'aquesta manera, The Directors Company solament produiria 2 pel·lícules més, l'aclamada The Conversation de Coppola, candidata a l'Oscar de 1974 i que li va donar l'Oscar al millor director, i Daisy Miller de Bogdanovich, pel·lícula que va obtenir unes crítiques molt diferents. L'adaptació de la novel·la de Henry James Daisy Miller (1974) va suposar el principi de la fi de la carrera de Bogdanovich com a director popular i aclamat. La pel·lícula, protagonitzada per Shepperd, la núvia de Bogdanovich, va ser estomacada per la crítica i fou un desengany en taquilla.
La següent pel·lícula de Bogdanovich, At Long Last Love un musical de Cole Porter protagonitzat per Shepperd, va ser qualificada pels crítics com una de les pitjors pel·lícules de la història. El film va ser a més un fracàs en taquilla, a pesar de comptar amb Burt Reynolds, una superestrella de finals dels 70.

## Fracassos
De nou mirant cap al passat, Bogdanovich va insistir a rodar els números musicals de At Long Last Love en directe, un mètode no usat des dels primers temps del sonor, quan l'enginyer de so Douglas Shearer va desenvolupar la sincronització dels llavis en Metro-Goldwyn-Mayer. La decisió va ser àmpliament ridiculizada, ja que cap dels protagonistes era cèlebre per les seves habilitats cantores (el mateix Bogdanovich va produir l'àlbum —atacat pels crítics— de Shepperd cantant temes de Porter en 1974). La imatge pública de Bogdanovich va passar a ser la d'un director arrogant entotsolat en la seva pròpia presumpció.
Tot intentant reprendre el fulgor dels seus primers èxits, Bogdanovich de nou es va centrar en el passat i en el seu propi cinema, amb Nickelodeon (Així es va formar Hollywood), de 1976, comèdia que feia recompte dels primers temps de la indústria cinematogràfica, ajuntant a Ryan i Tatum O'Neal del seu últim èxit Lluna de paper amb Reynolds. Aconsellat sobre no emprar a la impopular entre els crítics Shepperd, Bogdanovich va usar en el seu lloc a la debutant Jane Hitchcock com la càndida de la pel·lícula. Desgraciadament, la màgia de Lluna de paper va ser irrepetible i el film es va enfonsar en la taquilla. Jane Hitchcok només faria una pel·lícula més en la seva carrera.

## L'assumpte Stratten
Després d'una pausa de tres anys, Bogdanovich va tornar amb Saint Jack (1979), de poc èxit crític i comercial, produïda per Playboy Productions de Hugh Hefner. El romanç de Bogdanovich amb Shepherd havia acabat el 1978, però el tracte fet amb el productor Hefner parteix d'un acord judicial sobre unes fotos de nus de L'última projecció "piratejades" per Playboy. Bogdanovich doncs va llançar la pel·lícula que seria el Waterloo de la seva carrera Tothom va riure (They All Laughed), una comèdia de baix pressupost amb Audrey Hepburn i Dorothy Stratten, Miss Playboy 1980. En el rodatge, Bogdanovich es va enamorar de Stratten, que estava casada amb l'inestable Paul Snider, qui depenia financerament d'ella. Stratten va anar a viure amb Bogdanovich i quan ella li va dir a Snider que l'abandonava, aquest la va matar i es va suïcidar.
Tothom va riure no va poder atreure cap distribuïdor a causa de l'assassinat de Stratten, malgrat ser una de les poques pel·lícules fetes per la llegendària Audrey Hepburn després del seu provisional retir de 1967 (aquesta pel·lícula seria l'última que Hepburn estrenaria com protagonista). El destrossat Bogdanovich va comprar els drets del negatiu perquè el públic veiés la pel·lícula, però va tenir un limitat llançament amb crítiques fluixes i Bogdanovich hi va perdre milions de dòlars, duent-lo a la fallida.
Bogdanovich va reprendre la seva primera vocació, l'escriptura per a escriure del seu mort amor The Killing of the Unicorn, Dorothy Stratten 1960-1980, publicat en 1984. El llibre era una resposta al premiat article de Teresa Carpenter Death of a Playmate, que carregava contra Bogdanovich i Hefner, afirmant que Stratten era víctima tant d'ells dos com del seu assassí Snider. L'article va servir de base a la pel·lícula Star 1980 (1983) de Bob Fosse, en la qual Bogdanovich era reflectit com el fictici director Aram Nicholas.
La carrera de Bogdanovich com a director important estava acabada,tot i que encara que va obtenir un èxit modest amb Màscara el 1985. Texasville (1990) —seqüela de la seva L'última projecció— va ser una gran decepció de crítica i públic. El 1992 va dirigir dues pel·lícules de cinema Quina ruïna de funció (genial comèdia però de moderat èxit) i 1993, però el seu fracàs el va apartar de la pantalla gran fins a l'any 2001, que va estrenar The Cat's Meow. De nou tornant al tema del passat, aquesta vegada al suposat assassinat del director Thomes Ince per William Random Heart (l'autèntic Ciutadà Kane, bèstia negra d'Orson Welles). The Cat's Meow va tenir un modest èxit de crítica, això no obstant, fou un fracàs a taquilla.
A més de dirigir pel·lícules per a TV, Bogdanovich va tornar a actuar, en un paper d'estrella convidada en la sèrie The Sopranos com terapeuta de la Dra. Melfi. Bogdanovich va dirigir un capítol de la 5a temporada i va realitzar audiocomentaris del DVD per a la sèrie.
La reputació personal de Bogdanovich va sofrir pels rumors sobre el seu matrimoni de 13 anys amb la germana menor de Dorothy Stratten, Louise Hoogstraten, 29 anys menor que ell. Alguns rumors mantenen que el comportament de Bogdanovich era similar al de Scottie Ferguson, el personatge de James Stewart en l'obra mestra necròfila de Hitchcock Vertigo 1958), i que Bogdanovich va procurar modelar a Hoogstraten a la imatge de la seva morta germana. El matrimoni va acabar en divorci en 2001.
S'ha especulat que la fallida de Bogdanovich com a director era segura quan va abandonar a la seva dona i col·laboradora artística Polly Platt per Shephard. Platt va treballar amb Bogdanovich en tots els seus inicials èxits, i alguns crítics creuen que el control creatiu de L'última projecció el duia Platt, de qui es va separar després de Lluna de paper. El 1998 la Junta Nacional de Conservació de la Biblioteca del Congrés va incloure L'última projecció en el registre cinematogràfic nacional, honor concedit només als films més prominents i representatius culturalment.
Va presentar el programa The Essentials en TCM els dissabtes a la nit i interpretar el psiquiatre de la doctora Melfi en The Sopranos. També va fer un paper secundari fent de si mateix en la sèrie-comèdia Out of Order.
Va morir el 6 de gener de 2022, als vuitanta-dos anys, al seu domicili de Los Angeles, per complicacions de la malaltia de Parkinson que patia.

## Filmografia[4]
- Targets (1968)
- Voyage to the Planet of Prehistoric Women (1968)
- L'última projecció (The Last Picture Show) (1971)
- Què em passa, doctor? (What's Up, Doc?) (1972)
- The Other Side of the Wind (1972)
- Lluna de paper (Paper Moon) (1973)
- Daisy Miller (1974)
- At Long Last Love (1975)
- Nickelodeon (1976)
- Saint Jack (1979)
- Tothom va riure (They All Laughed) (1981)
- Mask (1985)
- Il·legalment teu (Illegally Yours) (1988)
- Texasville (1990)
- Noises Off (1992)
- The Thing Called Love (1993)
- The Cat's Meow (2001)
- Hustle (2004) (TV)
- The Sopranos (1999-2007)
- Dedication (2007)
- Runnin' Down A Dream (2007)
- Humboldt County (2008)
- She's Funny That Way (2014)